# Élection à la direction du Parti national écossais de 2004
L'élection à la direction du Parti national écossais de 2004 a eu lieu le 3 septembre 2004, pour élire le nouveau chef de file du parti, après la démission de John Swinney à la suite des résultats décevants du SNP lors des élections européennes. En effet, le parti passe sous la barre des 20 %, ce qui lui vaut des critiques. Alex Salmond est élu chef du parti, retrouvant le poste qu'il a occupé entre 1990 et 2000.

## Résultats
| Candidat | Candidat            | Voix  | %    |
| -------- | ------------------- | ----- | ---- |
|          | Alex Salmond        | 4 952 | 75,8 |
|          | Roseanna Cunningham | 953   | 14,6 |
|          | Michael Russell     | 631   | 9,7  |